# Črečan (Nedelišće)
Črečan is een plaats in de gemeente Nedelišće in de Kroatische provincie Međimurje. De plaats telt 450 inwoners (2001).